# 유창 (양흥후)
유창(劉昌, ? ~ 기원전 31년)은 전한 후기의 제후로, 하간효왕의 아들이다.

## 생애
오봉 원년(기원전 57년), 양흥후(陽興侯)에 봉해져 식읍 1,350호를 받았다.
건시 2년(기원전 31년), 함부로 다른 현(縣)에 체류하고, 또 서자를 시켜 사람을 죽인 죄로 기시되었다.

## 출전
- 반고, 《한서》 권15하 왕자후표 下

| 선대 (첫 봉건) | 전한의 양흥후 기원전 57년 12월 계사일 ~ 기원전 31년 | 후대 (봉국 폐지) |